# Infinite (álbum de Eminem)
Infinite es el álbum de estudio debut del cantante estadounidense Eminem. Fue lanzado el 12 de noviembre de 1996 a través de Web Entertainment. Las sesiones de grabación se llevaron a cabo en el estudio de Bass Brothers, con producción a cargo de Mr. Porter y el propio Eminem. El álbum presenta voces invitadas de otros raperos: Proof, Mr. Porter, Eye-Kyu, Three y Thyme, además de la cantante Angela Workman.
Se lanzaron copias físicas de "Infinite" en  cassette y vinilo, y Eminem vendió las copias desde el maletero de su coche en Detroit. No está disponible oficialmente en ninguna tienda de música en línea y solo la pista principal "Infinite" se ha puesto a disposición en Spotify. El 17 de noviembre de 2016, cinco días después del vigésimo aniversario del álbum, Eminem publicó una remezcla de la canción principal que fue remasterizada, hecha por los Bass Brothers, en su canal Vevo, lanzándola digitalmente por primera vez. Retrospectivamente, el primero recibió críticas mixtas de críticos musicales, fue un fracaso comercial, vendiendo alrededor de 1,000 copias. Son muy valorados ya que el álbum se hizo antes de que Eminem firmara con  Interscope y Aftermath.

## Fondo y grabación
| Conducía en mi coche en el 95 o el 96 y lo escuché en la radio. Fue como, "Whoa, ¿quién es este?" Estaba haciendo un micrófono abierto con la programadora de [ WJLB-FM Lisa Orlando] en Detroit. Y yo estaba como, "Wow, ¿quién es este niño? Tengo que llevarlo al estudio". Fue entonces cuando llamé a la estación de radio y le pregunté: "Ponme al teléfono con el tipo".—– Mark Bass, 2016 |

En 1992, Eminem firmó con FBT Productions, que había sido dirigida por Jeff y Mark Bass; se les conoce como los Bass Brothers. Eminem también tenía un trabajo de  salario mínimo que incluía cocinar y lavar platos en el restaurante Gilbert's Lodge en St. Clair Shores durante algún tiempo. Inspirado por el álbum Me Against the World de Tupac y Illmatic de Nas, Eminem comenzó a escribir "Infinite". Después del nacimiento de su hija Hailie, Eminem, de 23 años, se dirigió al sótano de los Bass Brothers para grabar el álbum. El álbum se completó en el verano de 1996 y fue lanzado en Web Entertainment en el otoño. Eminem fue animado por otros por el álbum, que se destacó por sonar como Nas y AZ. Sr. Porter produjo la mayor parte del álbum, mientras que Proof programó la batería.

## Composición y letras
Eminem hizo que las canciones de Infinite fueran "aptas para la radio" con la esperanza de que las escucharan en las estaciones de radio de Detroit; solo se hicieron alrededor de mil copias del álbum. Los temas cubiertos en ''Infinite'' incluyeron a Eminem, él y la lucha de su abuela para criar a Hailie Jade Mathers, la hija recién nacida de Eminem, mientras contaba con fondos limitados y su fuerte deseo de hacerse rico. Después del lanzamiento de ''Infinite'', las luchas personales de Eminem y su abuso de drogas y alcohol resultaron en un intento de suicidio. Eminem recordó: "Obviamente, era joven y estaba influenciado por otros artistas, y recibí muchos comentarios que decían que sonaba como AZ. ''Infinite'' era yo tratando de averiguar cómo quería que fuera mi estilo de rap, cómo Quería sonar en el micrófono y presentarme a mí mismo. Era una etapa en crecimiento. Sentí que ''Infinite'' era como la demostración que acababa de presionar".

## Lanzamiento y recepción
El 12 de noviembre de 1996, Web Entertainment lanzó "Infinite". No se sabe exactamente cuántas copias de "Infinite" se vendieron exactamente. Eminem declaró en su autobiografía The Way I Am (2008) que vendió "tal vez 70 copias". Sin embargo, otras fuentes afirmaron que el álbum vendió unos cientos de copias o incluso mil copias. La decepción general de Eminem con la falta de éxito de Infinite lo inspiró a desarrollar su famoso Slim Shady alter ego, que se hizo presente en sus trabajos posteriores.

El 14 de mayo de 2009, "thisis50.com" lo relanzó para su descarga gratuita en su sitio web para generar expectación por el sexto álbum de estudio de Eminem: Relapse (2009); este fue su álbum de regreso. El 17 de noviembre de 2016, se lanzó un remix de la canción principal del álbum "Infinite" en conmemoración del vigésimo aniversario del álbum cinco días después del evento. El remix fue seguido por un documental sobre la realización de Infinite, también lanzado el mismo día.
Se mezclaron revisiones retrospectivas de "Infinite" de  críticos musicales. AllMusic le dio una "Puntuación del editor" de 2.5 de 5 estrellas, sin revisión. Rob Kenner de 'Complex' 'le dio al álbum una crítica mixta, diciendo que Eminem "aún tiene que desarrollar su propio estilo distintivo", y que fue un "esfuerzo competente pero sin complicaciones". Mosi Reeves de Rolling Stone declaró que "Probablemente lo más sorprendente de  Infinite  es escuchar el rap de [Eminem], 'En medio de esta locura, encontré mi cristianismo a través de  Dios en It's O.K.'", señalando que los elementos espirituales no habían jugado un papel importante en las letras de sus obras posteriores. En una revisión más positiva, Tedd Maider de  Consequence of Sound  describe Infinite como "una visión más genuina del rapero que es Eminem", y comentó que es "ingenioso y rimas únicas "," chuletas líricas, ritmos de estilo crudo y mentalidad "solo podían ser igualados por su tercer álbum de estudio The Marshall Mathers LP (2000).

## Lista de canciones
| N.º   | Título                                      | Productor (es)        | Duración |  |
| 1.    | «Infinite»                                  | Denaun Porter         | 4:01     |  |
| 2.    | «W.E.G.O.» (con DJ Head y Proof)            | Denaun Porter         | 0:21     |  |
| 3.    | «It's O.K.» (con Eye-Kyu)                   | Denaun Porter         | 3:29     |  |
| 4.    | «Tonite»                                    | Denaun Porter         | 3:43     |  |
| 5.    | «313» (con Eye-Kyu)                         | Denaun Porter         | 4:05     |  |
| 6.    | «Maxine» (con Kon Artis y Three)            | Eminem, Denaun Porter | 3:55     |  |
| 7.    | «Open Mic» (con Thyme)                      | Denaun Porter         | 4:02     |  |
| 8.    | «Never 2 Far»                               | Eminem, Denaun Porter | 3:38     |  |
| 9.    | «Searchin'» (con Kon Artis, Angela Workman) | Denaun Porter         | 3:45     |  |
| 10.   | «Backstabber»                               | Denaun Porter         | 3:24     |  |
| 11.   | «Jealousy Woes II»                          | Eminem, Denaun Porter | 3:20     |  |
| 37:43 |                                             |                       |          |  |